# Тост (фільм, 2020)
Тост (Le discours) — французька кінокомедія 2020 року. Режисер та сценарист Лоран Тірар. Продюсер Олівія Лагаш. Прем'єра в Україні відбулася 14 жовтня 2021 року.

## Зміст
Іноді ми щось говоримо, а потім — дивлячись на реакцію оточення — розуміємо, що краще б це не казали.
Головний герой проходить через недолугі ситуації кілька разів, та ще й на очах у поважної публіки. Ситуація ускладнюється тим, що сам «спікер» в житті є сором'язливою людиною. В незвичайних для нього ситуаціях це перетворюється на нервовий зрив.

## Знімались
| Актор            | Роль |
| ---------------- | ---- |
| Бенджамен Лаверн |      |
| Сара Жиродо      |      |
| Джулія Пьятон    |      |
| К'ян Ходжанді    |      |
| Гілен Лонде      |      |
| Франсуа Морель   |      |
| Марілу Оссілу    |      |
| Сара Суко        |      |